# Association de tir à l'arc d'Inde
L'Association de Tir à l'arc d'Inde (AAI) est la fédération chargée d'organiser et de développer la pratique du tir à l'arc en Inde. Son siège social est situé à New Delhi, et son président actuel est Arjun Munda (en). AAI est une organisation à but non lucratif financée par le gouvernement, affiliée à la World Archery, à la World Archery Asia et à l'Association olympique indienne. Elle est reconnue par le Ministère de la jeunesse et des sports de l'Inde,.

## Fondation
L'Archery Association of India a vu le jour le 8 août 1973 après la réintroduction du tir à l'arc aux Jeux olympiques d'été de 1972.